# ピンクのカーテン
『ピンクのカーテン』は、『週刊漫画ゴラク』に連載されたジョージ秋山の漫画。また、それを原作としたOVA、実写映画、オリジナルビデオ、アダルトビデオ。映画版には、吉川敏夫が俳優として出演していた。

## 概要
近親相姦をテーマに「セックスに必要なのは愛かそれとも性欲・肉欲なのか」を問いかけた作品。「ピンクのカーテン」ではある三組の男女（内二組は血縁関係のある兄妹）の性を描く。
後に続編「ピンクのカーテン２」が連載され今度は離婚したばかりの父娘を軸に描くつもりだったが物語前半に前作に登場した直子の兄、山田が再登場すると彼が話の中心になり「性犯罪」がテーマとなった。

## ストーリー
奥山悟と奥山野理子は、親も縁者もいない、この世にたった2人の兄妹だ。その野理子が、結婚相手の男と別れ、悟のアパートに転り込んで来た。野理子は妻子ある中年男、三田村とのただれた関係に溺れている。悟にとって妹と一緒の生活はとても楽しかったが、兄を男と意識しないで着替えたりする姿にはとまどいを感じた。妹の体は、暫く見ぬまに美しく成熟していた。その日も、悟が寝入ってから野理子は帰ってきた。バナナを頬張る野理子の姿に気づいた悟は悶々とするばかりだ。翌日、悟は勤め先のスーパーの同僚、須藤と飲みに行った。店の商品を流してクビになった須藤はセックスフレンドの直子を悟に紹介した。しぶしぶ直子と合った悟は、彼女の初体験の相手が実の兄と聞いてガク然とするのだった。直子は、悟が妹と同居していることを知り「絶対に手を出してはいけない」と言うと、童貞の彼を優しくリードした。一方、野理子は三田村に夢中で、悟は寂しさから再び直子を訪ねるが、彼女はキャバレーのホステスになっており、抱かせる代償に金を求めてきた。数日後、野理子は悟を高級レストランに誘い、そこで知らない女性を連れた三田村に出会った。そして、それは野理子と三田村の別れだった。その晩、酔いつぶれた野理子は全裸になって布団に入ると、悟に添寝して欲しいと言う。妹の髪を愛しげに愛撫する悟は、思わず下着を脱ぎ捨てると、体を押しつけた。あと一歩というところで、電話が鳴った。それは、直子からのもので、病気で寝ていると言う。危うく妹と関係するところたった悟は、直子の部屋に向かった。悟の優しさに感激した直子は、キャバレーを辞めて生活を改めると言う。翌朝、悟は昨夜のことを覚えていない野理子にホッとした。そして、悟は野理子に恋人を紹介すると言い、直子の部屋を訪ねた。2人がドアを開けると、兄に犯される直子の姿が目に入った。野理子は「もしお兄さんがあんなことしたら死んじゃう」と言う。その夜、体をもてあまして声を押し殺しながら自慰にふける野理子の狂態を見た悟は、妹が不憫でならなかった。そう思い悩んだある日、悟は睡眠薬を入れた水割りを飲ませ眠った野理子を犯し遂に近親相姦を達成させた。実の兄弟に犯された事に気づいた野理子は半狂乱になり抵抗をするも兄が近親相姦を決意させた理由を聞いたり一晩中愛される内に彼女は自分の心の弱さを知るのであった。

## 登場人物
※「M」は映画版、「OV」はオリジナルビデオ版、「OVA」はOVA版、「AV」はアダルトビデオ版
- 奥村野理子（M：美保純 / OV：安原麗子 / OVA：小林ひとみ / AV：蒼井そら）
- 奥村悟（M：阿部雅彦 / OV： / OVA：堀内賢雄 ）
- 直子（M：萩尾なおみ / OVA：金子忍 / AV：星野あかり）
- 喜久男（M：芹沢洋三 / OVA：板橋誉夫）
- 三田村（M：望月太郎 / OVA：中村信之）
- 須藤（M：吉川敏夫 / OVA：山寺宏一）
- 絵理（M：高崎蓉子）
- 友江（M：麻生うさぎ）
- 熊谷（M：酒井昭）
- 久美（M：香井今日子）
- 京子（M：江崎和代）
- 店長（M：小見山玉樹）

## 映画版
日活ロマンポルノ作品として、全3作が公開された。
ピンクのカーテンは1982年7月23日公開、ピンクのカーテン2は1982年10月29日公開、ピンクのカーテン3は1983年3月25日公開。
なおWOWOWではR-15指定版に再編集したものが放送された。

### スタッフ（映画）
- 企画：進藤貴美男
- 監督 ：上垣保朗
- 助監督：村上修
- 脚本：高田純
- 撮影：野田悌男
- 音楽：原マスミ
- 選曲：佐藤富士男
- 美術：金田克美、菊川芳江
- 編集：井上治
- 録音：小野寺修、伊藤晴康
- スクリプター：目黒祐司、野上哲夫
- 照明：木村誠作
- プロデューサー：三浦朗

### エピソード（映画）
本作でブルーリボン新人賞を獲得して売れっ子になった美保純は、さっそく「ハダカはもうイヤ！」と駄々をこね、次作の撮影は東映セントラルフィルム製作の『四畳半色の濡衣』だったが、クランクイン前にあれこれ脚本に文句をつけた挙句、全裸シーンを拒否し、濡れ場の取材も「お断り」と宣言。濃厚な濡れ場演出で知られたピンク映画の巨匠・向井寛監督を当惑させた。

## オリジナルビデオ版
『新・ピンクのカーテン』のタイトルで、ジャパンホームビデオによりリメイクされた。
『新・ピンクのカーテン』は1991年12月13日発売、『新・ピンクのカーテン2』は1992年7月24日発売。

### スタッフ（オリジナルビデオ）
- 企画：升水惟雄
- 監督：上垣保朗
- 助監督：光石冨士朗
- 脚本：山下久仁明、村上修
- 撮影：水野尾信正
- 美術：畠山和久
- 編集：菊池純一
- 音楽：菅原一
- 主題歌：原マスミ「夢ならば簡単」
- プロデューサー：千葉好二、尾西要一郎

### キャスト（オリジナルビデオ）
- 安原麗子
- 長岡尚彦
- エド山口
- 田口トモロヲ
- 趙方豪
- ガダルカナル・タカ
- 後藤宙美
- 沢田夏子
- 渡辺航
- 上田雄太
- モロ師岡
- 加藤善博

## アダルトビデオ版
2009年5月発売。主演は蒼井そら。

### スタッフ（アダルトビデオ）
- 監督：溜池ゴロー
- 助監督：紫電太郎、屋敷大介、中沢ポーター、コボウケイタ、絵鳩誠、田丸広治
- 脚本：溜池ゴロー、TAKEZO
- 撮影：高橋清
- 照明：祇園雪雄
- 録音：川口ヒロ
- 美術：桜一
- 編集：意思神ゆきひこ、TAKEZO
- 音楽：Martha
- ヘアメイク：ホーリー、加藤みかん
- 衣装：加藤みかん
- スチール：佐藤聡、美写紋天
- 照明助手：松山寛裕
- プロデューサー：room-romero
- 制作：エルトポ

### キャスト（アダルトビデオ）
- 蒼井そら
- 神崎連寿
- 星野あかり
- 福田しょうご
- 斉藤竜一
- 黒田将稔

## OVA版
「オリジナル・アダルト・アニメ ピンクのカーテン」のタイトルで発売された。全1話。
1987年にVIPよりリリースされた。
声の出演での主役を担当した小林ひとみは、同時に主題歌も歌っている。

### スタッフ（OVA）
- 原作：ジョージ秋山
- 総監督：倉橋達治
- 脚本：西尾正人
- 演出：殿河内勝
- 作画監督：木場田実
- 美術監督：半藤克美
- 撮影監督：三沢勝治
- 音響監督：大熊昭
- 音楽監督：恩田光

### 主題歌
オープニングテーマ「ピンクのカーテン」
作詞 - 伊集院静 / 作曲 - 尾関裕司 / 編曲 - 国吉良一 / 歌 - 小林ひとみ
エンディングテーマ「ラストシーン-野理子のテーマ-」
作詞 - ジョージ秋山 / 作曲 - 尾関裕司 / 編曲 - 国吉良一 / 歌 - 小林ひとみ